# Университет Квинс в Белфасте
Университет Квинс в Белфасте (Университет Королевы в Белфасте, англ. Queen's University of Belfast, ирл. Ollscoil na Banríona, Béal Feirste) — государственный университет в Белфасте, административном центре Северной Ирландии.
Университет входит в группу «Рассел», — 20 ведущих исследовательских вузов Великобритании, — а также в Ассоциацию университетов Содружества, Ассоциацию университетов Европы, в объединения «Университеты Ирландии» (англ.) и «Университеты Великобритании» (англ.). Здания университета находятся в центре квартала Квинс, одного из 7 культурных кварталов Белфаста. Главное здание университета спроектировал архитектор Чарльз Лэньон.
История Университета Королевы в Белфасте восходит к Белфастскому академическому институту, который был основан в 1810 году и считается одним из 10 старейших университетов Соединённого Королевства и сейчас занимает место Королевского белфастского академического института.

## История

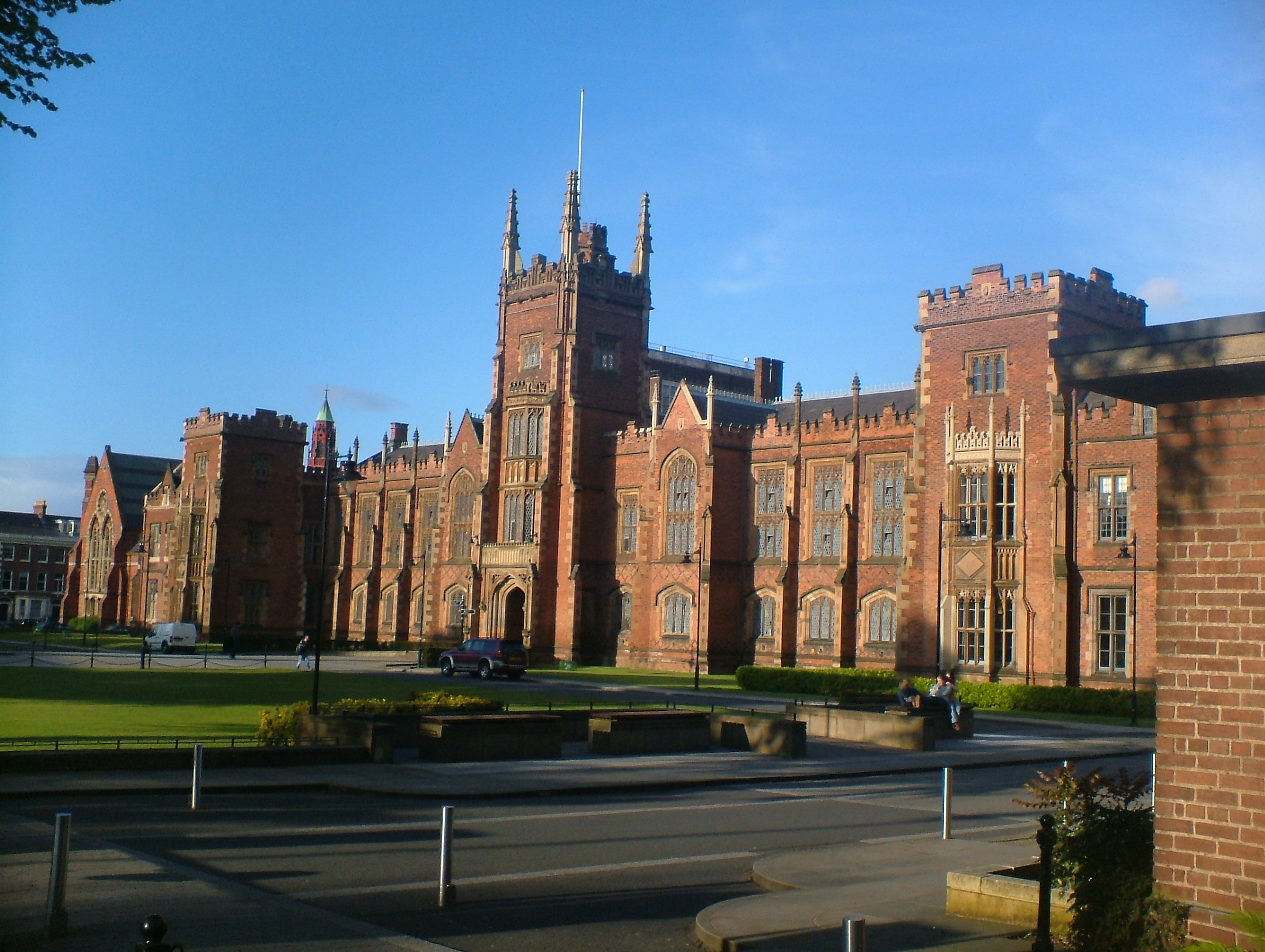
Здание Лэньона — главное здание Университета Квинс, расположено на Юниверсити-Роуд.

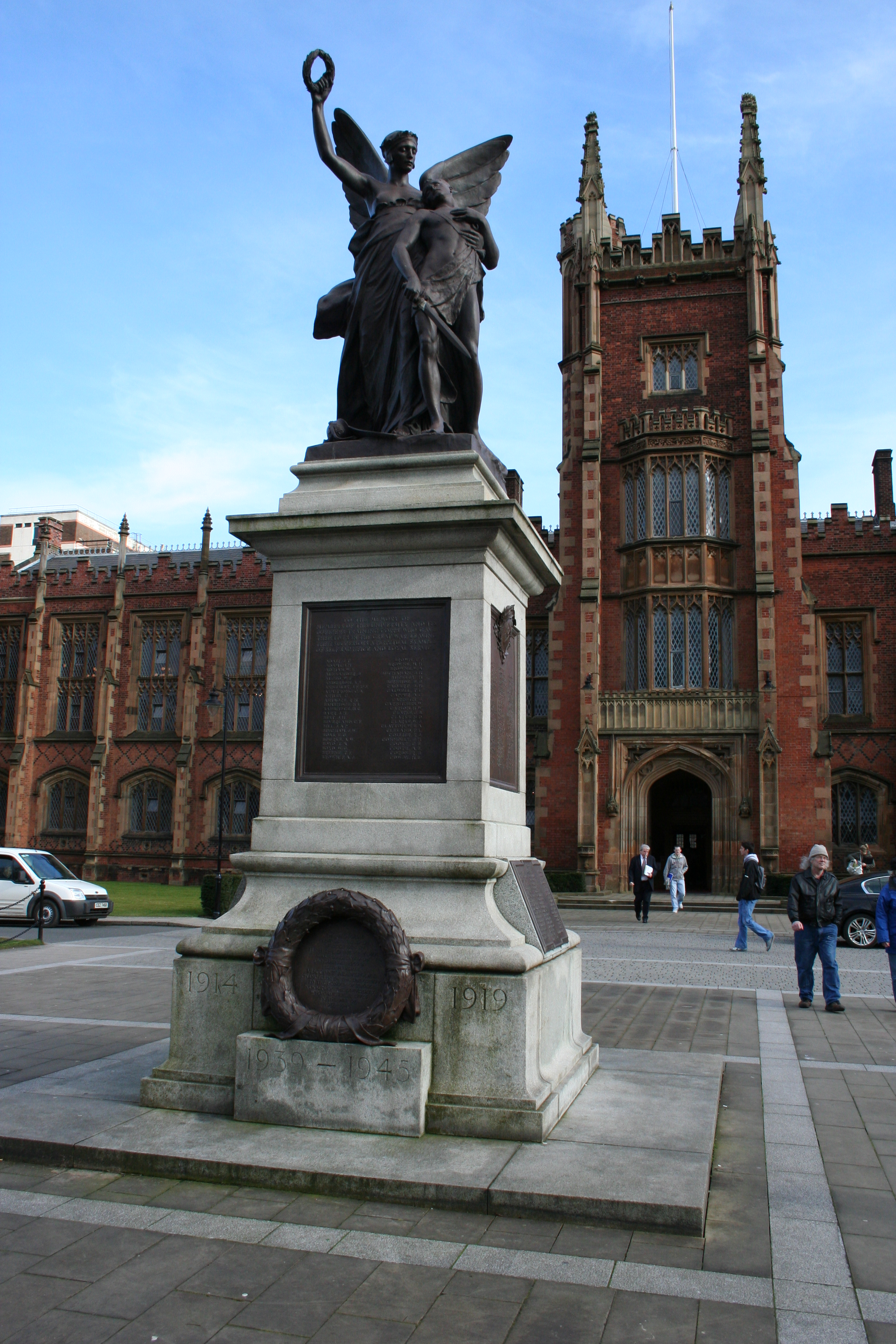
Военный мемориал

Предшественником университета был, основанный в 1810 году, Королевский академический институт Белфаста (англ. Royal Belfast Academical Institution), существующий и ныне.
Получил королевскую хартию[что?] в 1845 году, открылся в 1849 году под названием Квинс-Колледж в Белфасте (англ. Queen's College, Belfast). В то время было открыто ещё несколько вузов под названием «Квинс-Колледж» — в Корке и Голуэе. Все три колледжа были филиалами Ирландского университета Королевы (англ.), который был основан, чтобы содействовать получению высшего образования католиками и пресвитерианами в противовес Тринити-Колледжу, который в то время был полностью англиканским.
Главное здание, Ланьйон, было спроектировано английским архитектором сэром Чарльзом Ланьйоном. На момент открытия там работало 23 профессора и 343 студента. Некоторые из первых студентов Королевского университета Белфаста сдавали экзамены Лондонского университета.
В 1879 году Ирландский университет Королевы был преобразован в Королевский университет Ирландии (англ.), который, в свою очередь, на основании «Закона об ирландских университетах» (Irish Universities Act, 1908) был разделён на два университета: Ирландский национальный университет и Университет Квинс в Белфасте.
Университет был единственным из 8 университетов в Соединённом Королевстве, который занимал парламентское кресло в Парламенте Соединённого Королевства в Вестминстере до отмены этого права в 1950 году. Также университет имел представительство в Парламенте Ирландии с 1920 по 1968 год, где выпускники занимали 4 избирательных места.
20 июня 2006 года университетом была объявлена инвестиционная программа в размере 259 000 000 фунтов, которая сосредоточивалась на факультетах, кадровых вопросах и исследованиях. Одним из результатов этой программы стала новая университетская библиотека, которая открылась в июле 2009 года.
В ноябре 2006 года Университет Королевы в Белфасте был признан группой Расселл как университет углублённых исследований.
В июне 2010 года университет совместно с компанией Seagate Technology открыл технологический хаб ANSIN. Seagate Technologies вложила в оснащение ANSIN 7,5 млн фунтов стерлингов.

## Современное положение

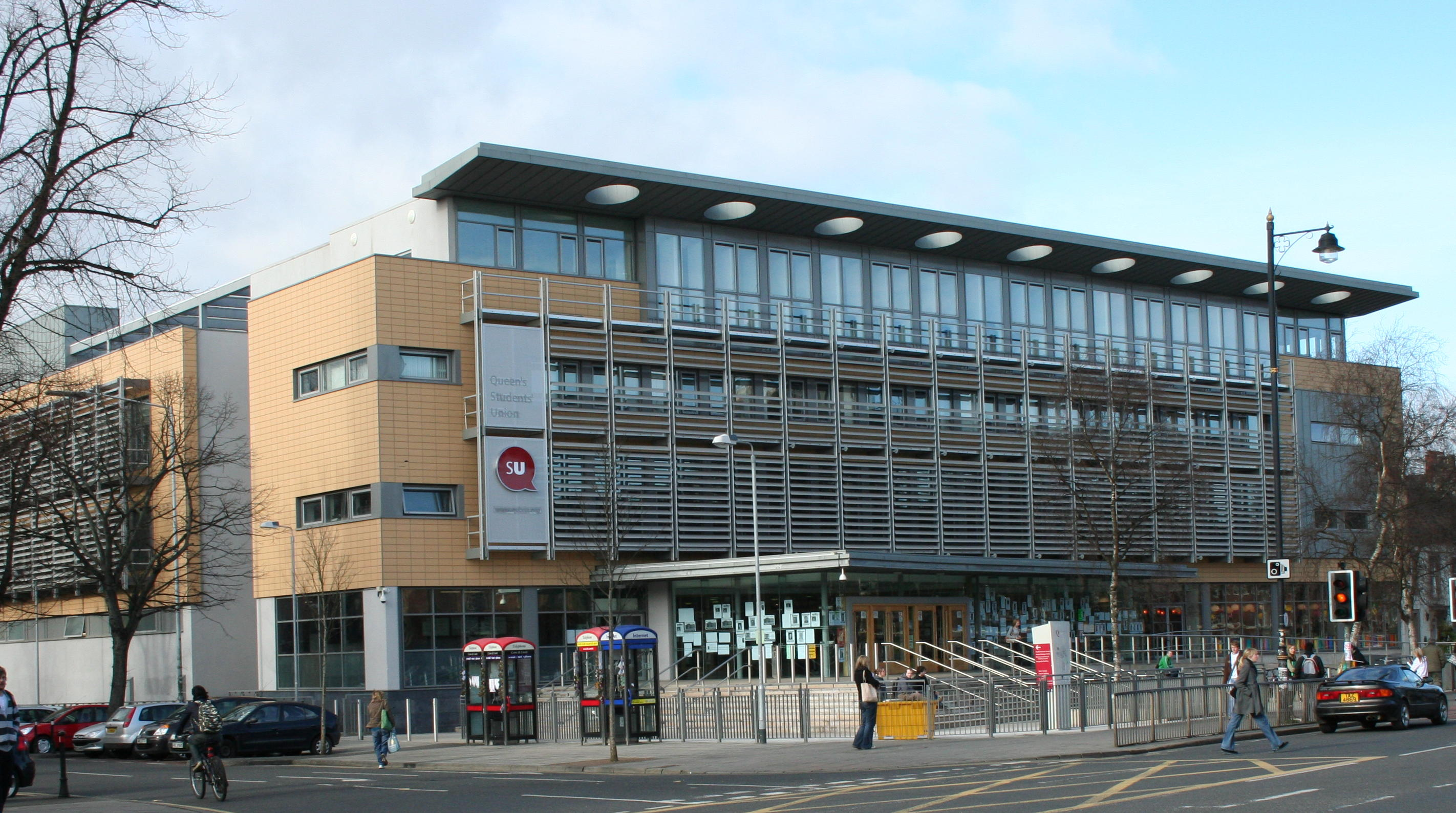

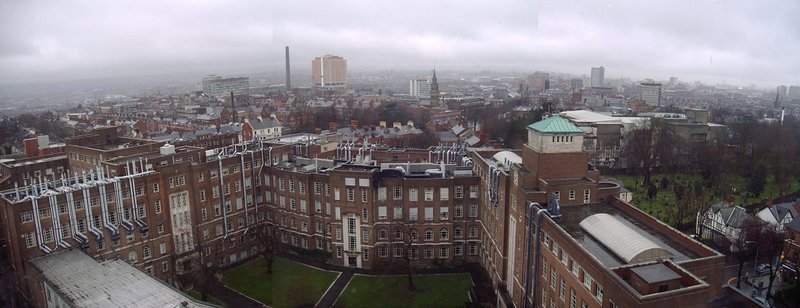
Вид на здание Дэвида Кира (David Keir Building) с 11-этажного здания Эшби

К главному входу университета (недалеко от центра Белфаста) примыкают два университетских колледжа: колледж Святой Марии и Станмилис, оба расположены в Белфасте. Хотя эти колледжи предлагают широкий выбор научных степеней, они, в первую очередь, обучают тех, кто хотел бы стать педагогом. Университет имеет официальные договорённости с другими колледжами Северной Ирландии и руководит несколькими проектами в сельских местностях.
Поскольку университет ассоциируется в первую очередь с университетским городком, его сооружения на самом деле размещены на многих улицах в южной части Белфаста, большинство из них сосредоточено на улице Университетской, Университетском Сквере и улицы Странмилис. Другие отделы (факультеты) расположены гораздо дальше.
Университет является одним из крупнейших работодателей в Северной Ирландии, с количеством сотрудников около 3903 человек, 2414 из которых являются членами этого высшего учебного заведения, связанные с ним или же являются представителями исследовательской группы университета, а 1489 — работниками администрации.
Учёные университета поделены на 20 школ на основе 3 факультетов. Каждая школа работает как основная административная единица университета, а школы сосредотачиваются на образовании и исследовательской работе соответствующих предметов определённой области.

### Институты
Несколько институтов также сотрудничают с Университетом Квинс. Институт профессиональной юриспруденции, который расположен недалеко от главного корпуса университета, предлагает обучение для юристов, чтобы позволить им пройти практику прокурора или адвоката в Северной Ирландии, Уэльсе и Республике Ирландии.
Институт технологий состоит из нескольких колледжей с христианским уклоном, включая католический Институт Святой Марии, Объединённый технический колледж, Белфастский библейский колледж, так же как и баптистский и методистский колледж Белфаста. Во всех колледжах обучают по программам с техническим уклоном от университета. Университет может предоставлять техническую степень, но не может преподавать предметы самостоятельно.
ECIT (Институт электроники, коммуникаций и информационных технологий) был основан в 2003 году при Школе электроники, электронной инженерии и компьютерных наук при университете Королевы в Белфасте.
Институт глобальной защиты пищи (Institute for Global Food Security) базируется на Университете Королевы в Белфасте. Институт вмещает в себя удобно устроенные современные лаборатории, проводит исследования в различных сферах, от почвы и растений в пищевой безопасности. С тех пор, как открылся первый институт Соединённого Королевства питания и использования почв в 2006 году, работа университета была признана в мире высококачественной как в исследованиях, так и в обучении. Впоследствии Институт стал больше концентрироваться на основе своих основных основополагающих принципов, что привело к изменениям и преобразования института в Институт Глобального защиты пищи.

### Студенты
В Королевском университете в среднем около 359 абитуриентов и примерно 5,3 заявлений на место. The Sunday Times охарактеризовал вступительную кампанию университета как «одну из самых всеобъемлющих в Великобритании и Северной Ирландии». 99,5 % поступающих являются выпускниками государственных школ, но это в основном объясняется нехваткой частных школ в Северной Ирландии.
В 2009—2010 году количество студентов достигала 22705, 17210 из которых были первокурсниками, а 5495 — аспирантами. Что касается первокурсников, 16575 из них — британцы, 340 приехали из разных стран Европейского союза, а 295 — из других стран — не членов ЕС. 3995 аспирантов университета является Британцами, 840 — из стран ЕС, 665 — из других стран мира, в основном из Китая, Индии, Малайзии, Сингапура и Гонконга. Также 2250 студентов являются выходцами из колледжей Святой Марии и Станмилиса.
Университет Квинс был основан как антисектантская организация, целью которой было привлечение как протестантов, так и католиков. Несмотря на то, что университет не публиковал информацию о религиозной принадлежности своих студентов, Руперт Тефлор, который провёл собственное исследование университета в период конфликта в Северной Ирландии доказывал в статье 1988 противоположное: «Хотя в прошлом, особенно перед Второй мировой войной, католиков было меньшинство, сейчас ситуация сильно изменилась». Тейлор ссылается на дату, показывая, что приход среди первокурсников выросла с 21,9 % до 27,4 %. В конце 1990-х, 54 % студентов Королевского университета были католиками, по сравнению с 48 % Ирландского населения в возрасте от 18 до 25 лет. Растущее количество католиков среди студенческой общины объясняется тем, что протестанты среднего класса поступают в университеты Великобритании, а не Северной Ирландии.
В 2009 году Университет Квинс подписал партнёрство совместного предприятия с INTO University INTO, создав INTO Queen’s University Belfast. INTO центр базируется на университете и обеспечивает иностранных студентов, которые хотят учиться в Университете бесплатным годом обучения.